# ロビー・ピーデン
ロビー・ピーデン（Robbie Peden、男性、1973年11月11日 - ）は、オーストラリアのプロボクサー。ブリスベン出身。元IBF世界スーパーフェザー級王者。

## 来歴
アマチュア時代ピーデンは1992年バルセロナオリンピックと1996年アトランタオリンピックに出場している。
1992年バルセロナオリンピックにはフライ級で出場。初戦は14-2の判定勝ちで勝ち進み、2回戦は2回KO勝利を収めるが、3回戦は11-25の判定負けで敗退した。
1996年アトランタオリンピックにはフェザー級に出場。初戦は15-7の判定勝ちを収めるも2回戦は8-20の大差判定負けで敗退した。
1996年12月21日、ピーデンはコネチカット州でデビューを果たし4回判定勝ちで白星でデビューを飾った。
1998年11月7日、ニュージーランドオークランドのダウンタウン・コンベンション・センターでソロモン・カタロゴとIBFパンパシフィックスーパーフェザー級王座決定戦を行い、初回KO勝ちで王座獲得に成功した。
2000年3月5日、ネバダ州ラスベガスのニュー・フロンティア・ホテルでNABF北米スーパーフェザー級王者カルロス・アルベルト・ラモン・リオスと対戦し12回2-1の判定勝ちで王座獲得に成功した。
2000年6月25日、ジョン・ブラウンと対戦し初黒星となる12回0-3の判定負けで初防衛に失敗し王座から陥落しIBF世界スーパーフェザー級王者ディエゴ・コラレスへの挑戦権獲得に失敗した。
2000年10月21日、NABF北米フェザー級王者エドガル・バルセナスと対戦し12回判定勝ちで王座獲得に成功した。
2001年4月8日、ヘクトール・ベラスケスと対戦し9回1分5秒3-0の負傷判定勝ちで初防衛に成功した。
2001年8月18日、ラスベガスのコックス・パビリオンでセルジオ・ペレスと対戦し12回3-0の判定勝ちで2度目の防衛に成功した。
2002年3月9日、後の世界5階級制覇王者ファン・マヌエル・マルケスとNABF王座初防衛戦とUSBA全米スーパーフェザー級王座決定戦を行い、自身初のKO負けとなる10回終了時棄権でNABF王座防衛に失敗、USBA王座獲得に失敗した。
2003年8月7日、後のスーパーライト級統一世界王者ラモン・ピーターソンとUSBA全米スーパーフェザー級王座決定戦を行い、7回終了時TKO勝ちで王座獲得に成功した。
2004年3月14日、後のライト級3団体統一王者ネート・キャンベルと対戦し5回2分27秒TKO勝ちで初防衛に成功した。
2005年2月23日、メルボルンのボーダフォン・アリーナでネート・キャンベルとの再戦をエリック・モラレスの王座剥奪で空位になったIBF世界スーパーフェザー級王座決定戦を行い、8回2分53秒TKO勝ちで王座獲得に成功した。
2005年9月17日、MGMグランドでWBO世界スーパーフェザー級王者マルコ・アントニオ・バレラと対戦し12回0-3の判定負けでIBF王座初防衛に失敗、WBO王座獲得に失敗し王座から陥落した。
2007年3月9日、IBFパンパシフィックライト級王者ラニィー・ガノイと対戦し7回にダウンを奪われると8回にダウンを追加されてカウントアウト。8回21秒KO負けで王座獲得に失敗し、この試合を最後に現役を引退した。

## 獲得タイトル
- IBFパンパシフィックスーパーフェザー級王座
- NABF北米スーパーフェザー級王座
- NABF北米フェザー級王座
- USBA全米スーパーフェザー級王座
- 第18代IBF世界スーパーフェザー級王座（防衛0度）